# Tanudan
Tanudan es un municipio en la provincia de Kalinga en Filipinas. Conforme al censo del 2000, tiene 10,275 habitantes.

## Barangayes
Tanudan se divide administrativamente en 16 barangayes.
| - Anggacan - Babbanoy - Dacalan - Gaang - Lower Mangali - Lower Taloctoc - Lower Lubo - Upper Lubo | - Mabaca - Pangol - Población - Upper Taloctoc - Anggacan Sur - Dupligan - Lay-asan - Mangali Centro |